# 맥라렌 엘바
맥라렌 엘바(영어: McLaren Elva)는 맥라렌 오토모티브에서 2020년부터 생산 중인 미드 엔진 스포츠카이다.맥라렌 F1, 맥라렌 P1, 맥라렌 세나, 및 맥라렌 스피드테일에 이어 맥라렌 얼티밋 시리즈의 다섯 번째 차종이다.차명인 엘바는 프랑스어로 "그녀가 간다"라는 의미의 elle va에서 유래되었다.

## 사양
회사 최초의 오픈탑  스포츠카인 엘바는 실제 연석 무게가 아직 발표되지 않았지만 맥라렌 오토모티브가 생산한 스포츠카 중 가장 가벼운 것으로 주장되었다.

### 성능

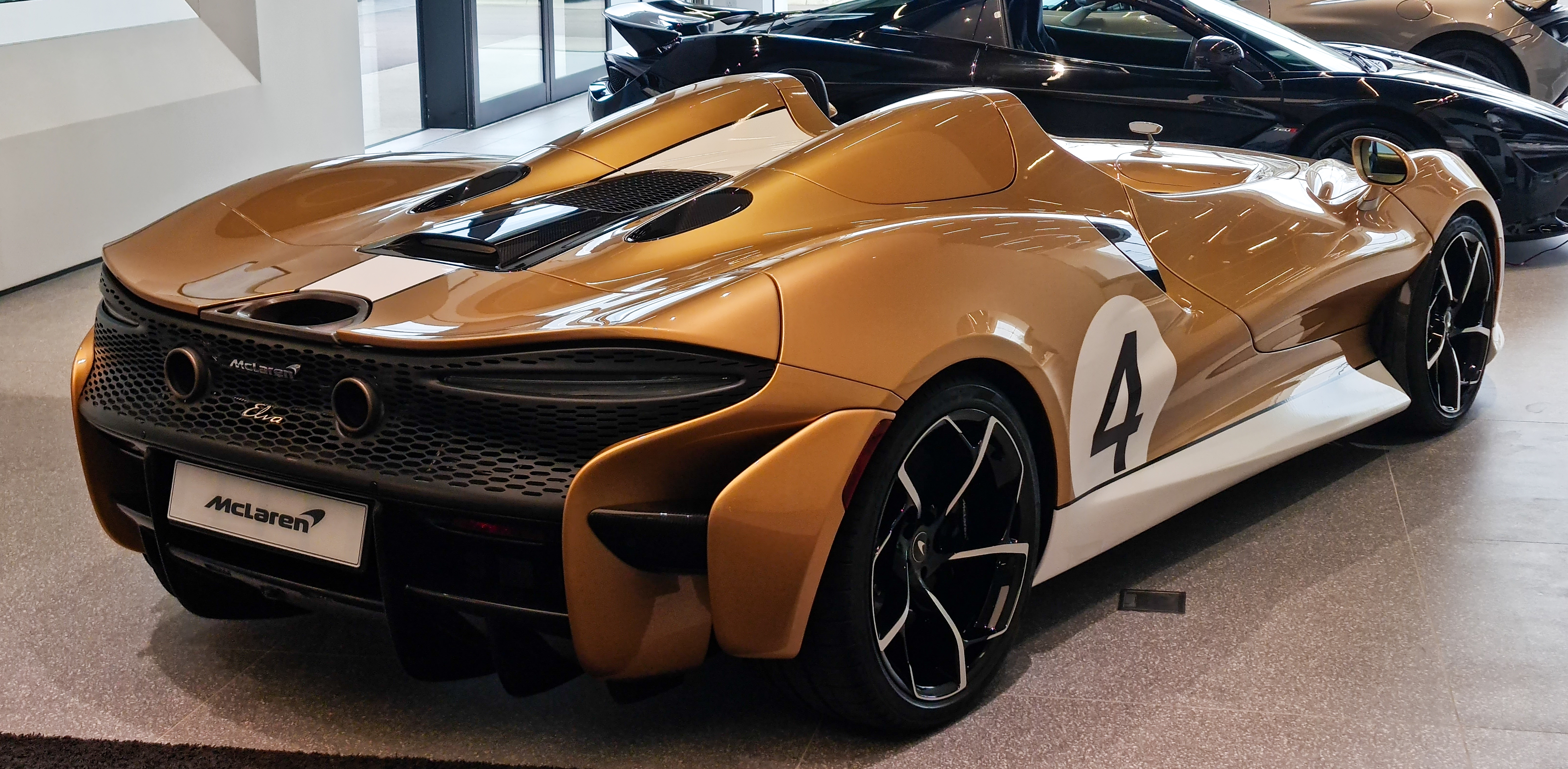
후면

엘바는 2.8초에 100 km/h (62 mph)까지 가속할 수 있으며 6.7초 내에 200 km/h (124 mph)까지 가속할 수 있다.

## 윈드스크린 버전
맥라렌 오토모티브는 윈드 스크린이 있는 최신 모델의 스피드스터 엘바를 재설계하였다. 맥라렌 스페셜이 새롭게 디자인한 엘바 윈드 스크린 버전은 올해 말까지 고객에게 인도될 예정이다.

## 생산 대수
맥라렌 오토모티브의 CEO인 마이크 플위트에 따르면 생산은 원래 2020년 말에 고객 인도가 시작될 예정인 399대로 제한되었지만 2020년 4월 말에 총 생산량이 249대로 감소 결정의 원동력으로 독점성을 장려하는 고객 피드백을 인용한다.생산 댓수는 149대로 제한되었다.

## 비디오 게임에서의 등장
- 아스팔트 8: 에어본
- 아스팔트 9: 레전드